# Saint-Remimont (Meurthe-et-Moselle)
Saint-Remimont település Franciaországban, Meurthe-et-Moselle megyében. Lakosainak száma 325 fő (2022. január 1.). Saint-Remimont Benney, Crantenoy, Crévéchamps, Laneuveville-devant-Bayon, Neuviller-sur-Moselle, Ormes-et-Ville és Saint-Mard községekkel határos.

## Népesség
A település népessége az elmúlt években az alábbi módon változott:
| Lakosok száma | 146  | 281  | 326  | 334  | 335  | 347  | 354  | 355  | 345  | 325  |
|               | 1968 | 1982 | 1990 | 2006 | 2013 | 2015 | 2017 | 2019 | 2020 | 2022 |